# آرنو گروئن
آرنو گروئن (انگلیسی: Arno Gruen; ۲۶ مهٔ ۱۹۲۳ – ۲۰ اکتبر ۲۰۱۵) روانکاو و روان‌شناس اهل سوئیس بود. وی در طول دوران فعالیت علمی خود به موضوعاتی چون علل روان‌شناختی باور به اقتدار، بیگانه‌ستیزی، خشونت و دیکتاتوری پرداخته‌است.